# Warped Tour 2016
Die Warped Tour 2016 war die 22. Austragung der Festivaltournee, die durch die Vereinigten Staaten führte.

## Festivalverlauf
Am 14. Dezember 2015 wurden die genauen Termine und die Städte bekanntgegeben, in denen die Tournee Halt machen soll. Allerdings gab es bereits vier Tage später Umstrukturierungen des Festivalplanes: Das Event am 2. August in Oklahoma City wurde aufgrund der Kreuzung mit dem Schulkalender des Distriktes abgesagt, ein Stopp der Tour in Las Vegas wurde hinzugefügt und die Daten für Houston, San Antonio, Albuquerque, sowie für Phoenix wurden auf einen anderen Tag verschoben. Bereits im Vorfeld gab es erste Missverständnisse um die Austragung der Tournee im Jahr 2016. So sagte Veranstalter Kevin Lyman, welcher auch das Mayhem Fest in den Staaten organisierte, dass er auf Musiker und Crewmitglieder unter 21 Jahren aufpassen würde. Dies wurde Seitens der Festivalbesucher falsch aufgenommen, sodass der Eindruck entstand, dass das Festival von keinem minderjährigen Besucher besucht werden darf. Lyman gab in einem späteren Statement bekannt, dass diese Aussage nicht an die Festivalbesucher, sondern an Bands mit minderjährigen Musikern gerichtet ist. Somit gibt es die Besucher keine Altersbeschränkung.
In der Nacht vom 22. auf dem 23. März 2016 wurden in sechs Ankündigungswellen die teilnehmenden Künstler an der Warped Tour 2016 angekündigt. Zuvor gab es bereits Ankündigungen einzelner Gruppen, die an der Warped Tour teilnehmen würden. So wurden Less Than Jake vor und Waka Flocka Flame nach der eigentlichen Ankündigungsshow für die Festivaltournee bestätigt. Auch wurden The Ghost Inside als erste Band für die Warped Tour 2017 angekündigt. Die Gruppe sollte ursprünglich an dieser Tournee teilnehmen, jedoch war die Gruppe in einen verheerenden Verkehrsunfall verwickelt bei dem mehrere Bandmitglieder schwere Verletzungen davontrugen.

## Tourdaten
| Nordamerika     |                      |                    |                                                             |
| 24. Juni 2016   | Dallas, TX           | Vereinigte Staaten | Gexa Energy Pavilion                                        |
| 25. Juni 2016   | Houston, TX          | Vereinigte Staaten | AT&T Center                                                 |
| 26. Juni 2016   | San Antonio, TX      | Vereinigte Staaten | NRG Park Main-Stream Lot                                    |
| 27. Juni 2016   | New Orleans, LA      | Vereinigte Staaten | Mardi Gras World                                            |
| 29. Juni 2016   | Nashville, TN        | Vereinigte Staaten | The Fairgrounds                                             |
| 30. Juni 2016   | Atlanta, GA          | Vereinigte Staaten | Lakewood Amphitheater                                       |
| 01. Juli 2016   | St. Petersburg, FL   | Vereinigte Staaten | Vinoy Park                                                  |
| 02. Juli 2016   | Orlando, FL          | Vereinigte Staaten | Tinker Field                                                |
| 03. Juli 2016   | West Palm Beach, FL  | Vereinigte Staaten | Perfect Vodka Amphitheatre at the South Florida Fairgrounds |
| 05. Juli 2016   | Charlotte, NC        | Vereinigte Staaten | PNC Music Pavilion                                          |
| 06. Juli 2016   | Virginia Beach, VA   | Vereinigte Staaten | Veterans United Home Loans Amphitheater                     |
| 07. Juli 2016   | Syracuse, NY         | Vereinigte Staaten | Lakeview Amphitheater                                       |
| 08. Juli 2016   | Camden, NJ           | Vereinigte Staaten | BB&T Pavilion                                               |
| 09. Juli 2016   | Wantagh, NY          | Vereinigte Staaten | Nikon at Jones Beach Theater                                |
| 10. Juli 2016   | Hartford, CT         | Vereinigte Staaten | Xfinity Theatre                                             |
| 11. Juli 2016   | Scranton, PA         | Vereinigte Staaten | The Pavilion at Montage Mountain                            |
| 13. Juli 2016   | Mansfield, MA        | Vereinigte Staaten | Xfinity Center                                              |
| 14. Juli 2016   | Darien Center, NY    | Vereinigte Staaten | Darien Lake Performing Arts Center                          |
| 15. Juli 2016   | Burgettstown, PA     | Vereinigte Staaten | First Niagara Pavilion                                      |
| 16. Juli 2016   | Columbia, MD         | Vereinigte Staaten | Merriweather Post Pavilion                                  |
| 17. Juli 2016   | Holmdel, NJ          | Vereinigte Staaten | P.N.C. Bank Arts Center                                     |
| 19. Juli 2016   | Noblesville, IN      | Vereinigte Staaten | Klipsch Music Center                                        |
| 20. Juli 2016   | Cuyahoga Falls, OH   | Vereinigte Staaten | Blossom Music Center                                        |
| 21. Juli 2016   | Cincinnati, OH       | Vereinigte Staaten | Riverbend Music Center                                      |
| 22. Juli 2016   | Auburn Hills, MI     | Vereinigte Staaten | Palace of Auburn Hills                                      |
| 23. Juli 2016   | Tinley Park, IL      | Vereinigte Staaten | Hollywood Casino Amphitheater                               |
| 24. Juli 2016   | Shakopee, MN         | Vereinigte Staaten | Canterbury Park                                             |
| 26. Juli 2016   | Milwaukee, WI        | Vereinigte Staaten | Marcus Amphitheatre                                         |
| 27. Juli 2016   | Maryland Heights, MO | Vereinigte Staaten | Hollywood Casino Amphitheatre                               |
| 28. Juli 2016   | Bonner Springs, KS   | Vereinigte Staaten | Providence Medical Center Amphitheater                      |
| 30. Juli 2016   | Salt Lake City, UT   | Vereinigte Staaten | Utah State Fairpark                                         |
| 31. Juli 2016   | Denver, CO           | Vereinigte Staaten | Pepsi Center Arena Lot                                      |
| 01. August 2016 | Albuquerque, NM      | Vereinigte Staaten | Balloon Fiesta Park                                         |
| 02. August 2016 | Scottsdale, AZ       | Vereinigte Staaten | Salt River Fields                                           |
| 05. August 2016 | San Diego, CA        | Vereinigte Staaten | Qualcomm Stadium at Jack Murphy Field                       |
| 06. August 2016 | Mountain View, CA    | Vereinigte Staaten | Shoreline Amphitheatre                                      |
| 07. August 2016 | Pomona, CA           | Vereinigte Staaten | Pomona Fairplex                                             |
| 09. August 2016 | Las Vegas, NV        | Vereinigte Staaten | Hard Rock Hotel & Casino                                    |
| 11. August 2016 | Nampa, ID            | Vereinigte Staaten | Ford Idaho Center                                           |
| 12. August 2016 | Auburn, WA           | Vereinigte Staaten | White River Amphitheater                                    |
| 13. August 2016 | Portland, OR         | Vereinigte Staaten | Portland Expo Center                                        |

## Besetzung
| Journeys Right Foot Stage - 3OH!3 (21.–31. Juli) - Issues - Mayday Parade - Pepper (24.–29. Juni/1.–22. Juli) - Real Friends - Sleeping with Sirens - State Champs - The Maine - The Story So Far - Tonight Alive | Poseidon Stage - Emarosa - I See Stars - Knuckle Puck - Masked Intruder - PROE (26. Juli – 13. August) - ROAM - Secrets - The Heirs - The Interrupters - Young Guns | Cyclops Stage - Against the Current - Assuming We Survive - Ballyhoo! - Chunk! No, Captain Chunk! - Ghost Town - Sykes - Teenage Bottlerocket - Too Close to Touch - Waterparks |

| Full Sail Stage - Avion Roe (24. Juni – 21. Juli) - Bad Seed Rising (24. Juni – 27. Juli) - Broadside - Cane Hill - Capsize (17. Juli – 13. August) - Dash Ten - Hail the Sun (24. Juni – 16. Juli) - Like Pacific - More to Monroe (28. Juli – 13. August) - Mother Feather - Old Wounds - Palaye Royale - Reckless Serenade - Safe to Say - SayWeCanFly - Silent Planet (24. Juni – 17. Juli) - The New Low (19. Juli – 13. August) - Wage War - With Confidence | Monster Party Zone - Atreyu (19. Juli – 7. August) - Bullet for My Valentine (19.–22. Juli) - Chelsea Grin - Coldrain - Crown the Empire - Cruel Hand - Every Time I Die - From Ashes to New - Gideon - Ice Nine Kills - In Hearts Wake - Motionless in White - Oceans Ate Alaska - The Color Morale - The Word Alive - Vanna - Veil of Maya - Volumes (24. Juni – 17. Juli) - Whitechapel | Journeys Left Foot Stage - Four Year Strong - New Found Glory - Set It Off! - Sum 41 (26. Juni – 7. August) - Falling in Reverse - Good Charlotte (19.–28. Juli) - Less Than Jake - Reel Big Fish - The Summer Set (30. Juli – 13. August) - We the Kings - Yellowcard |

## Vorkommnisse
Bei einem Auftritt der australischen Metalcore-Band In Hearts Wake im Rahmen der Warped Tour in Dallas, Texas musste Sänger Jake Taylor einen Zuschauer von einem Security-Mitarbeiter trennen. Dieser hatte den Besucher im Schwitzkasten genommen, nachdem dieser durch Crowdsurfing den Wellenbrecher überquert hatte. Laut einer Stellungnahme der Band habe der Besucher keine Luft mehr bekommen und stand kurz vor der Ohnmacht. Auch beschwerte sich die Band über die Untätigkeit anderer Mitarbeiter des Sicherheitsdienstes in der Nähe des Zwischenfalles. Bereits in der Vergangenheit kam es immer wieder zu derartigen Situationen; so musste Jenna McDougall von Tonight Alive im Jahr 2015 und Parker Cannon, Sänger bei The Story So Far, ein Jahr zuvor eingreifen.